# Grande Prêmio do Brasil de 2017
Grande Prêmio do Brasil de 2017 (formalmente denominado Formula 1 Grande Prêmio Heineken do Brasil 2017) foi a décima nona e penúltima etapa da temporada de 2017 da Fórmula 1. Foi disputada em 12 de novembro de 2017 no Autódromo José Carlos Pace, São Paulo, Brasil.

## Pneus
| Nome do composto | Cor | Banda de rolamento | Condições de Tempo | Dry Type  | Aderência      | Longevidade   |
| ---------------- | --- | ------------------ | ------------------ | --------- | -------------- | ------------- |
| Super Macio      |     | Slick (P Zero)     | Seco               | Supersoft | Mais aderência | Menos durável |
| Macio            |     | Slick (P Zero)     | Seco               | Soft      | Médio          | Médio         |
| Medio            |     | Slick (P Zero)     | Seco               | Medium    | Médio          | Médio         |

## Resultados

### Treino Classificatório
| Pos.                     | Nº | Piloto            | Construtor           | Q1       | Q2       | Q3       | Grid |
| ------------------------ | -- | ----------------- | -------------------- | -------- | -------- | -------- | ---- |
| 1                        | 77 | Valtteri Bottas   | Mercedes             | 1:09.452 | 1:08.638 | 1:08.322 | 1    |
| 2                        | 5  | Sebastian Vettel  | Ferrari              | 1:09.643 | 1:08.494 | 1:08.360 | 2    |
| 3                        | 7  | Kimi Räikkönen    | Ferrari              | 1:09.405 | 1:09.116 | 1:08.538 | 3    |
| 4                        | 33 | Max Verstappen    | Red Bull-TAG Heuer   | 1:09.820 | 1:09.050 | 1:08.925 | 4    |
| 5                        | 3  | Daniel Ricciardo  | Red Bull-TAG Heuer   | 1:09.828 | 1:09.533 | 1:09.330 | 141  |
| 6                        | 11 | Sergio Pérez      | Force India-Mercedes | 1:10.145 | 1:09.760 | 1:09.598 | 5    |
| 7                        | 14 | Fernando Alonso   | McLaren-Honda        | 1:10.172 | 1:09.593 | 1:09.617 | 6    |
| 8                        | 27 | Nico Hülkenberg   | Renault              | 1:10.078 | 1:09.726 | 1:09.703 | 7    |
| 9                        | 55 | Carlos Sainz Jr.  | Renault              | 1:10.227 | 1:09.768 | 1:09.805 | 8    |
| 10                       | 19 | Felipe Massa      | Williams-Mercedes    | 1:09.789 | 1:09.612 | 1:09.841 | 9    |
| 11                       | 31 | Esteban Ocon      | Force India-Mercedes | 1:10.168 | 1:09.830 | —        | 10   |
| 12                       | 8  | Romain Grosjean   | Haas-Ferrari         | 1:10.148 | 1:09.879 | —        | 11   |
| 13                       | 2  | Stoffel Vandoorne | McLaren-Honda        | 1:10.286 | 1:10.116 | —        | 12   |
| 14                       | 20 | Kevin Magnussen   | Haas-Ferrari         | 1:10.521 | 1:10.154 | —        | 13   |
| 15                       | 28 | Brendon Hartley   | Toro Rosso-Renault   | 1:10.625 | DNS      | —        | 182  |
| 16                       | 94 | Pascal Wehrlein   | Sauber-Ferrari       | 1:10.678 | —        | —        | 15   |
| 17                       | 10 | Pierre Gasly      | Toro Rosso-Renault   | 1:10.686 | —        | —        | 19 3 |
| 18                       | 18 | Lance Stroll      | Williams-Mercedes    | 1:10.776 | —        | —        | 16 4 |
| 19                       | 9  | Marcus Ericsson   | Sauber-Ferrari       | 1:10.875 | —        | —        | 17 5 |
| Tempo dos 107%: 1:13.104 |    |                   |                      |          |          |          |      |
| 20                       | 44 | Lewis Hamilton    | Mercedes             | DNF      | —        | —        | 20 6 |
| Fonte:                   |    |                   |                      |          |          |          |      |

Notes
- ↑1  – Daniel Ricciardo perdeu 10 posições do grid por uso adicional de um elemento da unidade de potência.
- ↑2  – Brendon Hartley perdeu 10 posições do grid por uso adicional de um elemento da unidade de potência.
- ↑3  – Pierre Gasly perdeu 25 posições do grid por uso adicional de um elemento da unidade de potência.
- ↑4  – Lance Stroll perdeu 25 posições do grid por uso adicional de um elemento do câmbio.
- ↑5  – Marcus Ericsson perdeu 25 posições do grid por uso adicional de um elemento do câmbio.
- ↑6  – Lewis Hamilton não conseguiu definir o tempo dentro do requisito de 107%, mas recebeu a permissão dos comissários de correr na prova. Iniciou a prova do pit lane por realizar trocas na unidade de potência após o início das regras do párc-femmé (parque fechado).

### Corrida
| Pos.   | Nu. | Piloto            | Construtor           | Voltas | Tempo/Retirado    | Grid | Pontos |
| ------ | --- | ----------------- | -------------------- | ------ | ----------------- | ---- | ------ |
| 1      | 5   | Sebastian Vettel  | Ferrari              | 71     | 1:31:26.262       | 2    | 25     |
| 2      | 77  | Valtteri Bottas   | Mercedes             | 71     | +2.762            | 1    | 18     |
| 3      | 7   | Kimi Räikkönen    | Ferrari              | 71     | +4.600            | 3    | 15     |
| 4      | 44  | Lewis Hamilton    | Mercedes             | 71     | +5.468            | 20   | 12     |
| 5      | 33  | Max Verstappen    | Red Bull-TAG Heuer   | 71     | +32.940           | 4    | 10     |
| 6      | 3   | Daniel Ricciardo  | Red Bull-TAG Heuer   | 71     | +48.691           | 14   | 8      |
| 7      | 19  | Felipe Massa      | Williams-Mercedes    | 71     | +1:08.882         | 9    | 6      |
| 8      | 14  | Fernando Alonso   | McLaren-Honda        | 71     | +1:09.363         | 6    | 4      |
| 9      | 11  | Sergio Pérez      | Force India-Mercedes | 71     | +1:09.500         | 5    | 2      |
| 10     | 27  | Nico Hülkenberg   | Renault              | 70     | +1 Volta          | 7    | 1      |
| 11     | 55  | Carlos Sainz Jr.  | Renault              | 70     | +1 Volta          | 8    |        |
| 12     | 10  | Pierre Gasly      | Toro Rosso-Renault   | 70     | +1 Volta          | 19   |        |
| 13     | 9   | Marcus Ericsson   | Sauber-Ferrari       | 70     | +1 Volta          | 17   |        |
| 14     | 94  | Pascal Wehrlein   | Sauber-Ferrari       | 70     | +1 Volta          | 15   |        |
| 15     | 8   | Romain Grosjean   | Haas-Ferrari         | 69     | +2 Voltas         | 11   |        |
| 16     | 18  | Lance Stroll      | Williams-Mercedes    | 69     | +2 Voltas         | 16   |        |
| Ret    | 28  | Brendon Hartley   | Toro Rosso-Renault   | 40     | Unid. de potência | 18   |        |
| Ret    | 31  | Esteban Ocon      | Force India-Mercedes | 0      | Colisão           | 10   |        |
| Ret    | 2   | Stoffel Vandoorne | McLaren-Honda        | 0      | Colisão           | 12   |        |
| Ret    | 20  | Kevin Magnussen   | Haas-Ferrari         | 0      | Colisão           | 13   |        |
| Fonte: |     |                   |                      |        |                   |      |        |

## Curiosidade
- Primeira vitória da Ferrari no Grande Prêmio do Brasil desde Felipe Massa em 2008.

## Voltas na Liderança
| Nº de Voltas | Piloto           | Voltas           |
| ------------ | ---------------- | ---------------- |
| 57           | Sebastian Vettel | (1-28) e (43-71) |
| 13           | Lewis Hamilton   | (30-42)          |
| 1            | Kimi Räikkönen   | (29)             |

## 2017DHLFastest Pit Stop Award

### Resultado
| 1      | 18 | Lance Stroll     | Williams-Mercedes    | 2.10 | 25 |
| 2      | 5  | Sebastian Vettel | Ferrari              | 2.19 | 18 |
| 3      | 33 | Max Verstappen   | Red Bull-TAG Heuer   | 2.35 | 15 |
| 4      | 11 | Sergio Pérez     | Force India-Mercedes | 2.51 | 12 |
| 5      | 7  | Kimi Räikkönen   | Ferrari              | 2.69 | 10 |
| 6      | 77 | Valtteri Bottas  | Mercedes             | 2.69 | 8  |
| 7      | 14 | Fernando Alonso  | McLaren-Honda        | 2.70 | 6  |
| 8      | 44 | Lewis Hamilton   | Mercedes             | 2.75 | 4  |
| 9      | 3  | Daniel Ricciardo | Red Bull-TAG Heuer   | 2.76 | 2  |
| 10     | 19 | Felipe Massa     | Williams-Mercedes    | 2.83 | 1  |
| Fonte: |    |                  |                      |      |    |

### Classificação
| Tabela do DHL Fastest Pit Stop Award \| Pos \| Construtor \| Pontos \| Var \| \| --- \| -------------------- \| ------ \| --- \| \| 1 \| Mercedes \| 465 \| 0 \| \| 2 \| Williams-Mercedes \| 414 \| 0 \| \| 3 \| Red Bull-TAG Heuer \| 319 \| 0 \| \| 4 \| Ferrari \| 237 \| 0 \| \| 5 \| Force India-Mercedes \| 155 \| 0 \| \| 6 \| Toro Rosso \| 140 \| 0 \| \| 7 \| Haas-Ferrari \| 126 \| 0 \| \| 8 \| McLaren-Honda \| 54 \| 0 \| \| 9 \| Renault \| 8 \| 0 \| \| 10 \| Sauber-Ferrari \| 1 \| 0 \| |                      |        |     |
| Pos | Construtor           | Pontos | Var |
| 1 | Mercedes             | 465    | 0   |
| 2 | Williams-Mercedes    | 414    | 0   |
| 3 | Red Bull-TAG Heuer   | 319    | 0   |
| 4 | Ferrari              | 237    | 0   |
| 5 | Force India-Mercedes | 155    | 0   |
| 6 | Toro Rosso           | 140    | 0   |
| 7 | Haas-Ferrari         | 126    | 0   |
| 8 | McLaren-Honda        | 54     | 0   |
| 9 | Renault              | 8      | 0   |
| 10 | Sauber-Ferrari       | 1      | 0   |

|  |                                        |
|  | Vencedor do DHL Fastest Pit Stop Award |
|  | 2º Colocado                            |
|  | 3º Colocado                            |

## Tabela do campeonato após a corrida
Somente as cinco primeiras posições estão incluídas nas tabelas.
| Pos | Piloto           | Pontos | Var |
| --- | ---------------- | ------ | --- |
| 1   | Lewis Hamilton   | 345    | 0   |
| 2   | Sebastian Vettel | 302    | 0   |
| 3   | Valtteri Bottas  | 280    | 0   |
| 4   | Daniel Ricciardo | 200    | 0   |
| 5   | Kimi Räikkönen   | 193    | 0   |

| Pos | Construtor           | Pontos | Var |
| --- | -------------------- | ------ | --- |
| 1   | Mercedes             | 625    | 0   |
| 2   | Ferrari              | 495    | 0   |
| 3   | Red Bull-TAG Heuer   | 358    | 0   |
| 4   | Force India-Mercedes | 177    | 0   |
| 5   | Williams-Mercedes    | 82     | 0   |

|  |              |
|  | Campeão      |
|  | Vice-Campeão |
|  | 3º Colocado  |

- Commons